# صريع الدلاء
صريع الدلاء أو محمد بن عبد الواحد البصري (؟ - 7 رجب 412هـ/ 10 تشرين الأول/أكتوبر 1021م) وهو لقبه، أما اسمه الأصلي فهو مُختلف فيه، وهو أديب وشاعر عاش في العصر العباسي.

## سيرته
ولِدَ صريع الدلاء في مدينة البصرة، وتاريخ ميلاده غير معروف، أمَّا اسمه فقد تضاربت الروايات حوله، فقيل أنَّ اسمه محمد بن عبد الواحد، ومحمد بن عبيد الواحد، ومحمد بن عبد الله بن عبد الواحد، ومحمد بن عبد الرحمن، وعلي بن عبد الواحد. وعُرِفَ في حياته بألقاب عدَّة، أشهرها صريع الدلاء، ولُقِّب أيضاً صريع الغواني وصريع الغواشي وقتيل الغواشي وذي الرقاعتين والقصار. وفي البصرة نشأ صريع الدلاء، ثُمَّ انتقل إلى بغداد، واتصل بوزراء الدولة البويهية في عهد بهاء الدولة، ومن بغداد راسل أبا العلاء المعري، وكان في بداية حياته جاداً رصيناً ثُمَّ مال إلى العبث واللهو، وخرج من بغداد وانتقل إلى مصر، ووفد هناك على الخليفة الفاطمي الظاهر لإعزاز دين الله في 412هـ، وفي مصر تُوفِّي في السابع من رجب سنة 412هـ.

## شعره
صريع الدلاء شاعر مُكثِر له ديوان شعرٍ، وتأثَّر في أسلوبه بأبي الرقعمق وسلك مسلكه في الهزل والمجون، ومن أشهر أعماله قصيدة من مائة بيت يعارض بها مقصورة ابن دريد. في العصر الحديث اعتنى بشعره ميسون عمر عبد الرحيم، ونُشِر ديوانه بتحقيقه في 1988 صادراً عن جامعة الأزهر.